# Torfbahn Belnikowskoje
| Torfbahn Belnikowskoje                          | Torfbahn Belnikowskoje |
| ----------------------------------------------- | ---------------------- |
| Diesellok der SŽD-Baureihe TU7A – № 2480        |                        |
| Netzwerk und Bahnhof der Torfbahn Belnikowskoje |                        |
| Streckenlänge:                                  | 20 km                  |
| Spurweite:                                      | 750 mm (Schmalspur)    |
|                                                 |                        |

Die Torfbahn Belnikowskoje (russisch Узкоколейная железная дорога Бельниковского торфопредприятия, transkr.
Uskokoleinaja schelesnaja doroga Belnikowskowo torfopredprijatija, transl. Uzkokolejnaâ železnaâ doroga Belnikovskogo torfopredpriâtiâ) ist eine Schmalspurbahn bei der Siedlung Nomscha (Номжа) im Rajon Neja in der Oblast Kostroma in Russland.

## Geschichte
Die zwanzig Kilometer lange Feldbahn wurde um 1964 in Betrieb genommen und war 2012 noch das ganze Jahr über in Betrieb. Sie hat eine Spurweite von 750 Millimetern. Sie wird heute für den Torftransport und zur Beförderung von Arbeitern genutzt. Der Torf wird am südöstlichen Ende der Strecke in Breitspur-Eisenbahnwagen mit der Spurweite von 1520 Millimetern umgeladen und in Kraft-Wärme-Kopplungs-Kraftwerke gebracht sowie für die landwirtschaftliche Nutzung bereitgestellt.

## Fahrzeuge
Lokomotiven
- Dieselloks der SŽD-Baureihe TU6A – № 1816, 2994
- Diesellok der SŽD-Baureihe ТU6P – № 0004
- Dieselloks der SŽD-Baureihe TU7 – № 1333, 2480
- Dieselloks mit Generator ЭСУ2а – № 626, 668, 711

Güter- und Personenwagen

Es gibt mehrere Torfloren, offene Güterwagen, Personenwagen PV40, Kesselwagen, Schüttgutwagen für den Schottertransport beim Gleisbau sowie mehrere Schneepflüge und einen Schienenleger.

## Galerie

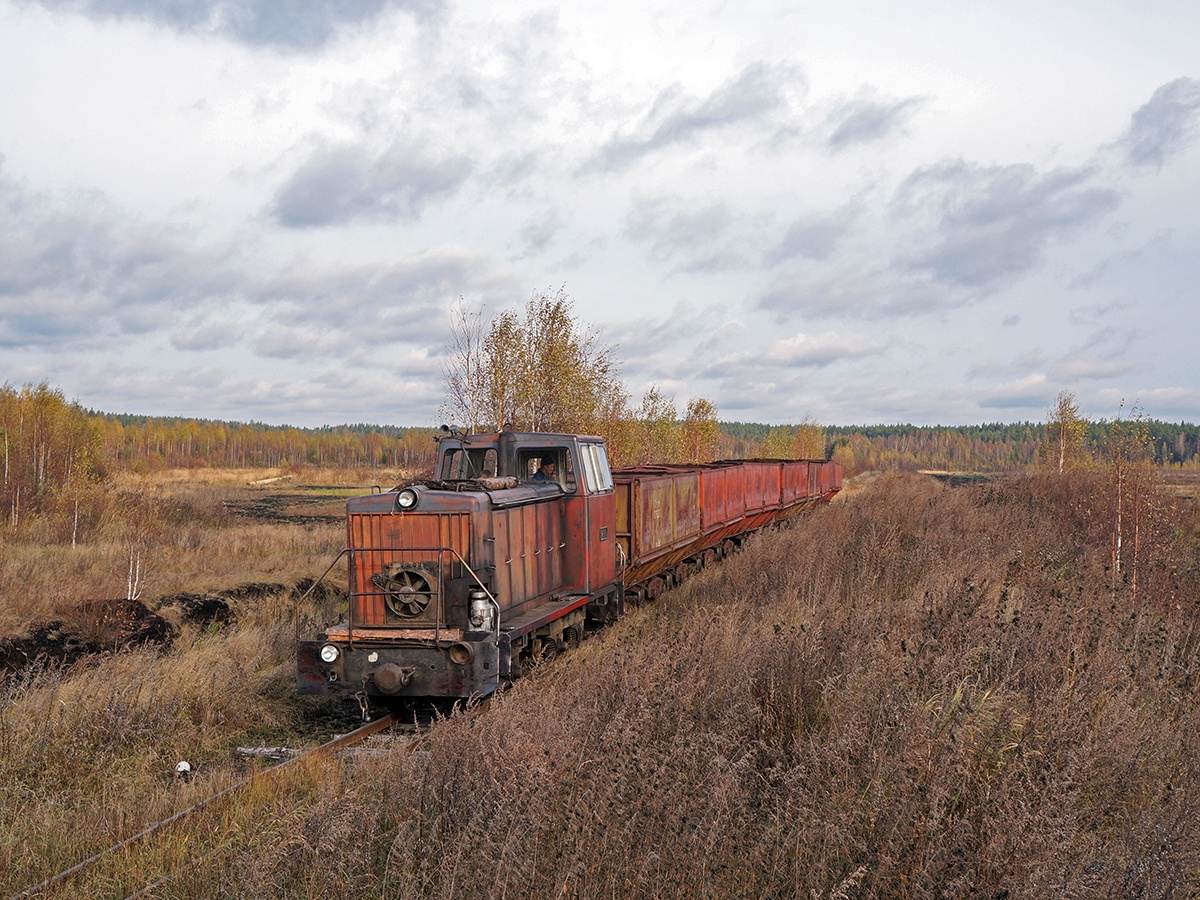
TU6A-1816 mit leeren Torfloren im Torfmoor
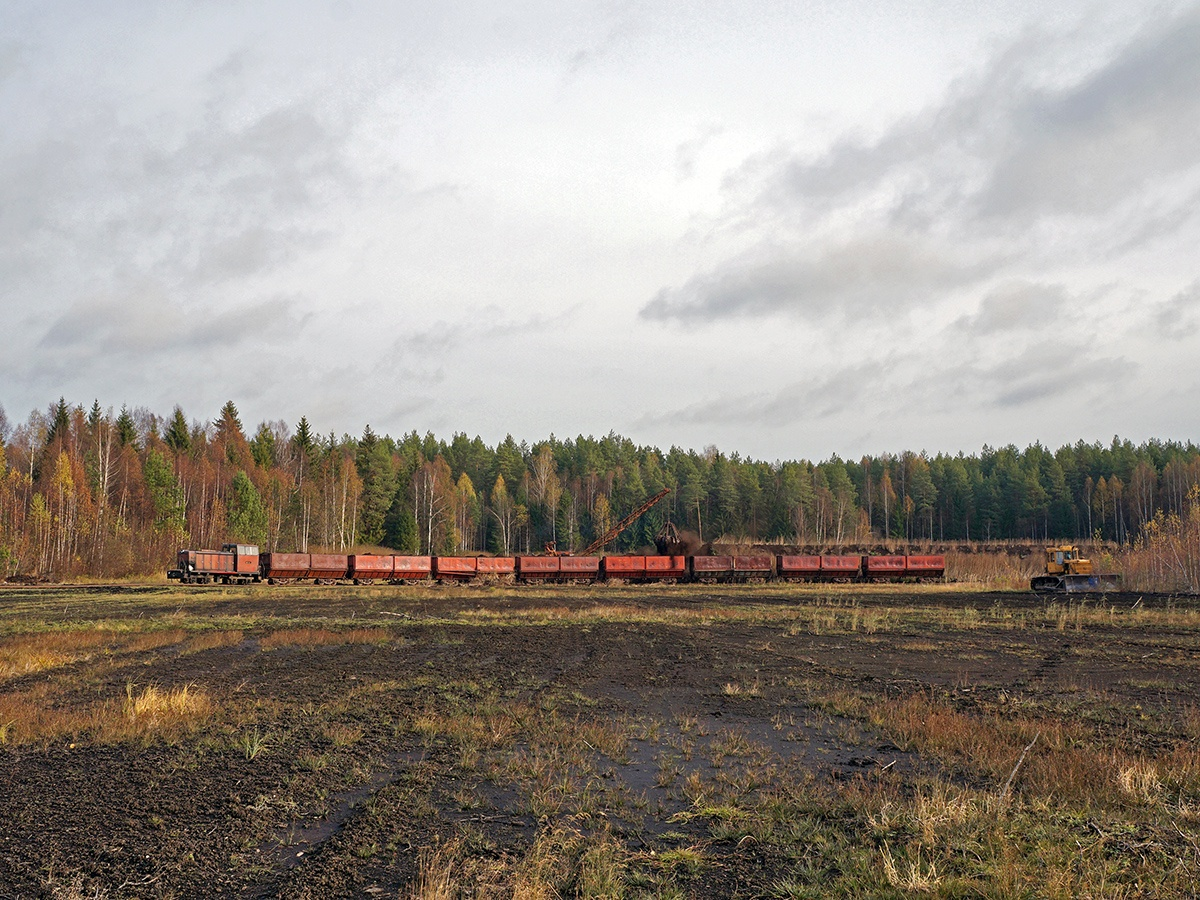
ТU6А-1816 mit Torfloren beim Verladen von Torf
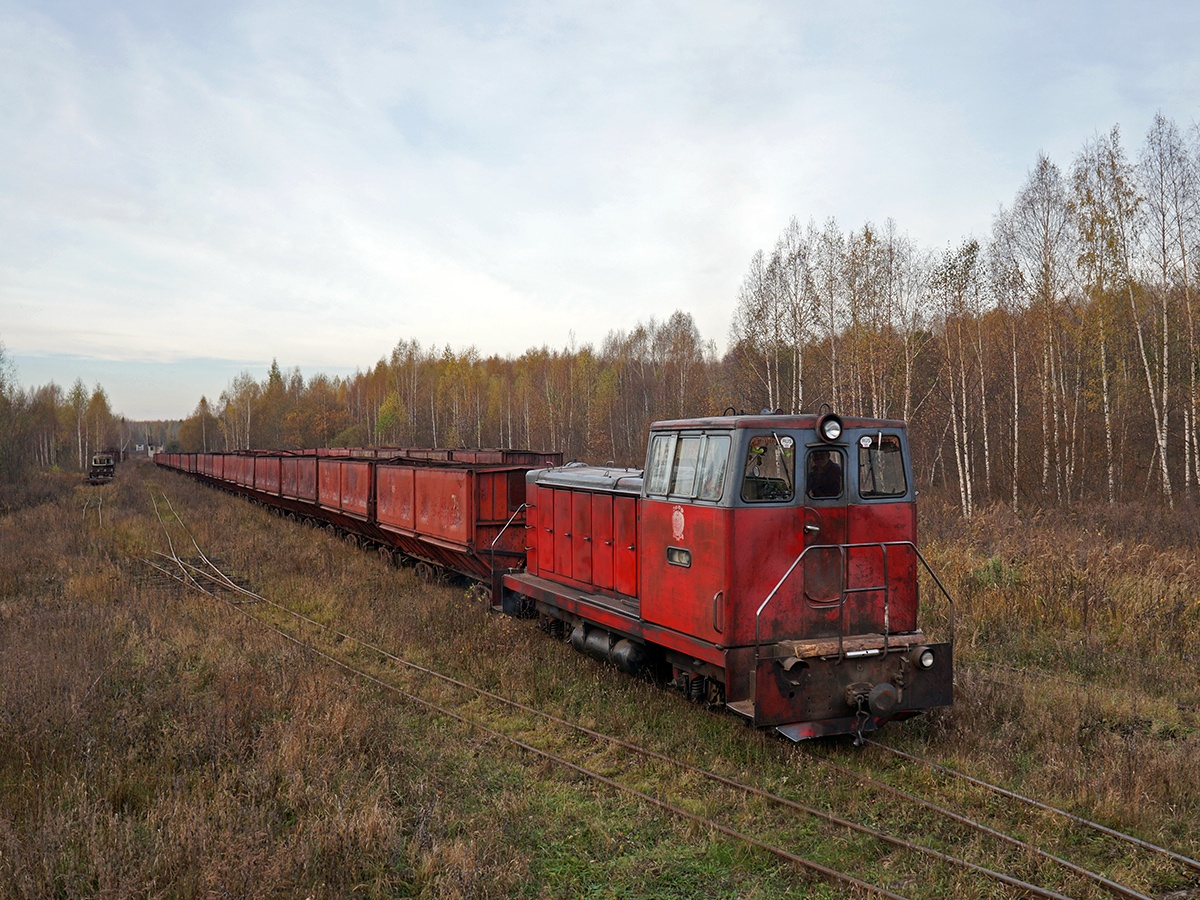
TU7-2480 verlässt den Bahnhof
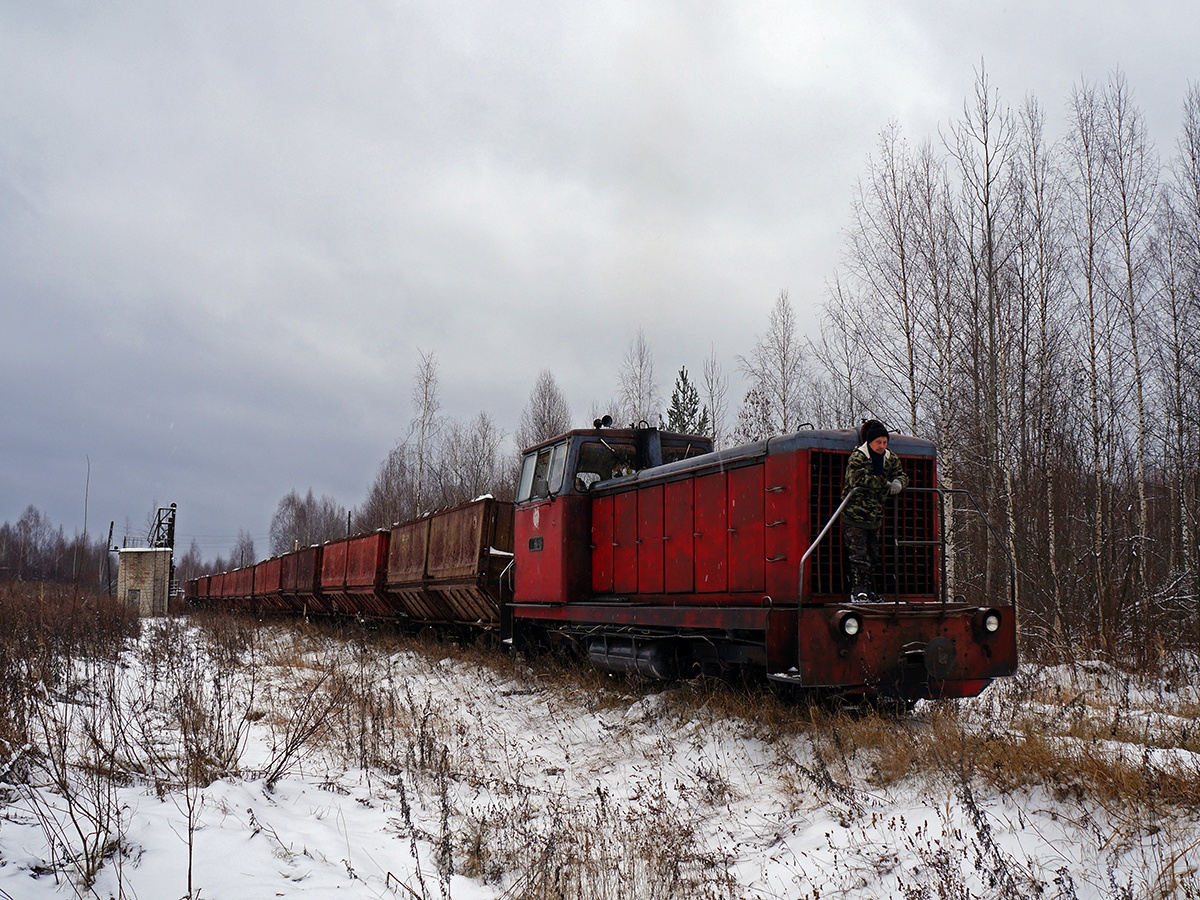
ТU7-2480 während der Fahrt